# Claude Lamour
Claude Lamour (Landivisiau, 18 oktober 1969) is een voormalig Frans wielrenner die in het verleden onder meer uitkwam voor Cofidis.

## Overwinningen
1993
- Colmar-Strassbourg

1999
- Boucles de l'Aulne

## Resultaten in voornaamste wedstrijden
| Jaar | Ronde van Italië | Ronde van Frankrijk | Ronde van Spanje |
| ---- | ---------------- | ------------------- | ---------------- |
| 1995 |                  |                     |                  |
| 1996 |                  |                     |                  |
| 1997 |                  | buiten tijd         |                  |
| 1998 |                  |                     |                  |
| 1999 |                  | 117e                |                  |
| 2000 |                  |                     |                  |
| 2001 |                  |                     | 97e              |
| 2002 |                  |                     |                  |

| Jaar | Milaan-San Remo | Gent-Wevelgem | Ronde van Vlaanderen | Parijs-Roubaix | Ronde van Lombardije | Parijs-Tours | Bretagne Classic |
| ---- | --------------- | ------------- | -------------------- | -------------- | -------------------- | ------------ | ---------------- |
| 1995 |                 |               |                      |                |                      |              | 7e               |
| 1996 |                 |               |                      |                |                      | 142e         | 25e              |
| 1997 |                 |               |                      | 75e            |                      |              | 28e              |
| 1998 |                 |               |                      |                |                      | 148e         |                  |
| 1999 | 120e            |               |                      |                |                      |              |                  |
| 2000 |                 |               |                      |                |                      | 45e          | 40e              |
| 2001 |                 |               |                      |                | 27e                  | 127e         |                  |
| 2002 |                 | 84e           | 104e                 |                |                      |              |                  |